# Onthophagus endroedianus
Onthophagus endroedianus là một loài bọ cánh cứng trong họ Bọ hung (Scarabaeidae).